# Nueva Arcadia
Nueva Arcadia är en kommun i Honduras.   Den ligger i departementet Departamento de Copán, i den västra delen av landet, 190 km nordväst om huvudstaden Tegucigalpa. Antalet invånare är 27 561. Arean är 151 kvadratkilometer.
Terrängen i Nueva Arcadia är kuperad.